# Czerwieńsk (gmina)
Czerwieńsk (pocz. gmina Czerwińsk) – gmina miejsko-wiejska w województwie lubuskim, w powiecie zielonogórskim. W latach 1975–1998 gmina położona była w województwie zielonogórskim.
Siedziba gminy to Czerwieńsk.
Według danych z 31.12.2011 r. gminę zamieszkiwało 9860 osób.

## Struktura powierzchni
Według danych z roku 2002 gmina Czerwieńsk ma obszar 195,93 km², w tym:
- użytki rolne: 35%
- użytki leśne: 51%

Gmina stanowi 12,47% powierzchni powiatu.

## Demografia

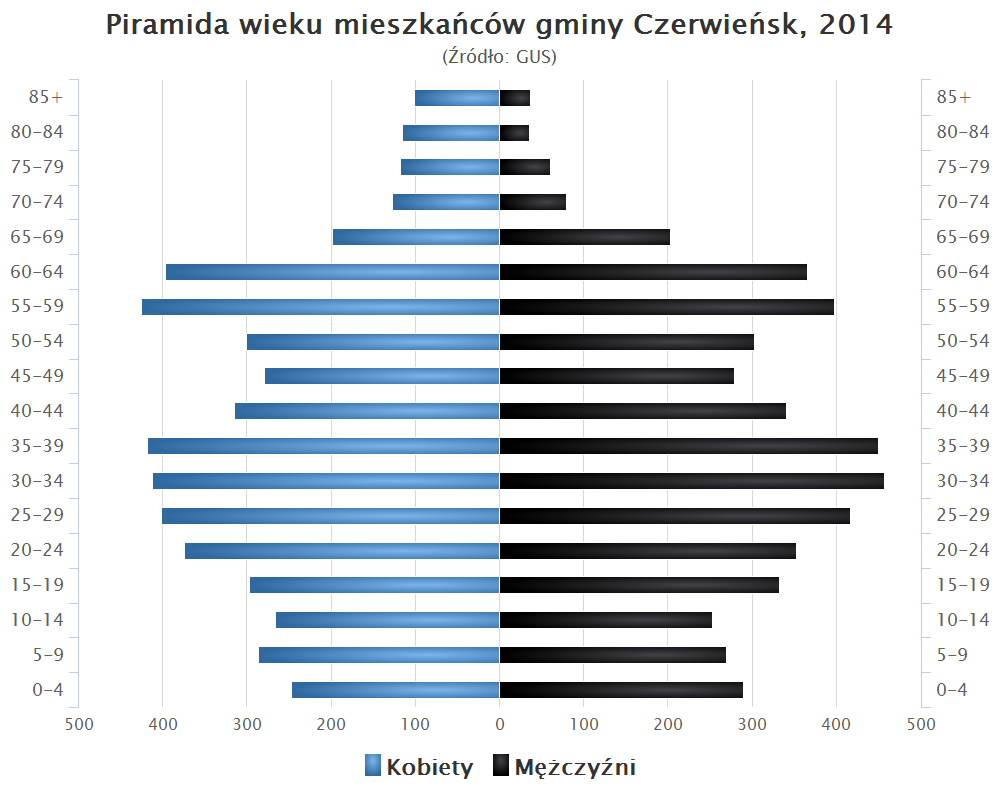
Piramida wieku mieszkańców gminy Czerwieńsk w 2014 roku

Dane z 31 grudnia 2011:
| Opis                              | Ogółem | Ogółem | Kobiety | Kobiety | Mężczyźni | Mężczyźni |
| --------------------------------- | ------ | ------ | ------- | ------- | --------- | --------- |
| jednostka                         | osób   | %      | osób    | %       | osób      | %         |
| populacja                         | 9860   | 100    | 4896    | 49,7    | 4964      | 50,3      |
| gęstość zaludnienia (mieszk./km²) | 50,3   | 50,3   | 25,0    | 25,0    | 25,3      | 25,3      |

## Sołectwa
Będów, Bródki, Dobrzęcin, Laski, Leśniów Mały, Leśniów Wielki, Nietkowice, Nietków, Płoty, Sudoł, Sycowice, Wysokie, Zagórze.
Miejscowości bez statusu sołectwa: Boryń, Piaśnica, Wyszyna.

## Sąsiednie gminy
Bytnica, Dąbie, Krosno Odrzańskie, Skąpe, Sulechów, Świdnica, Zielona Góra

## Miasta partnerskie
- Drebkau  Niemcy